# Verre feuilleté
 (avril 2016).

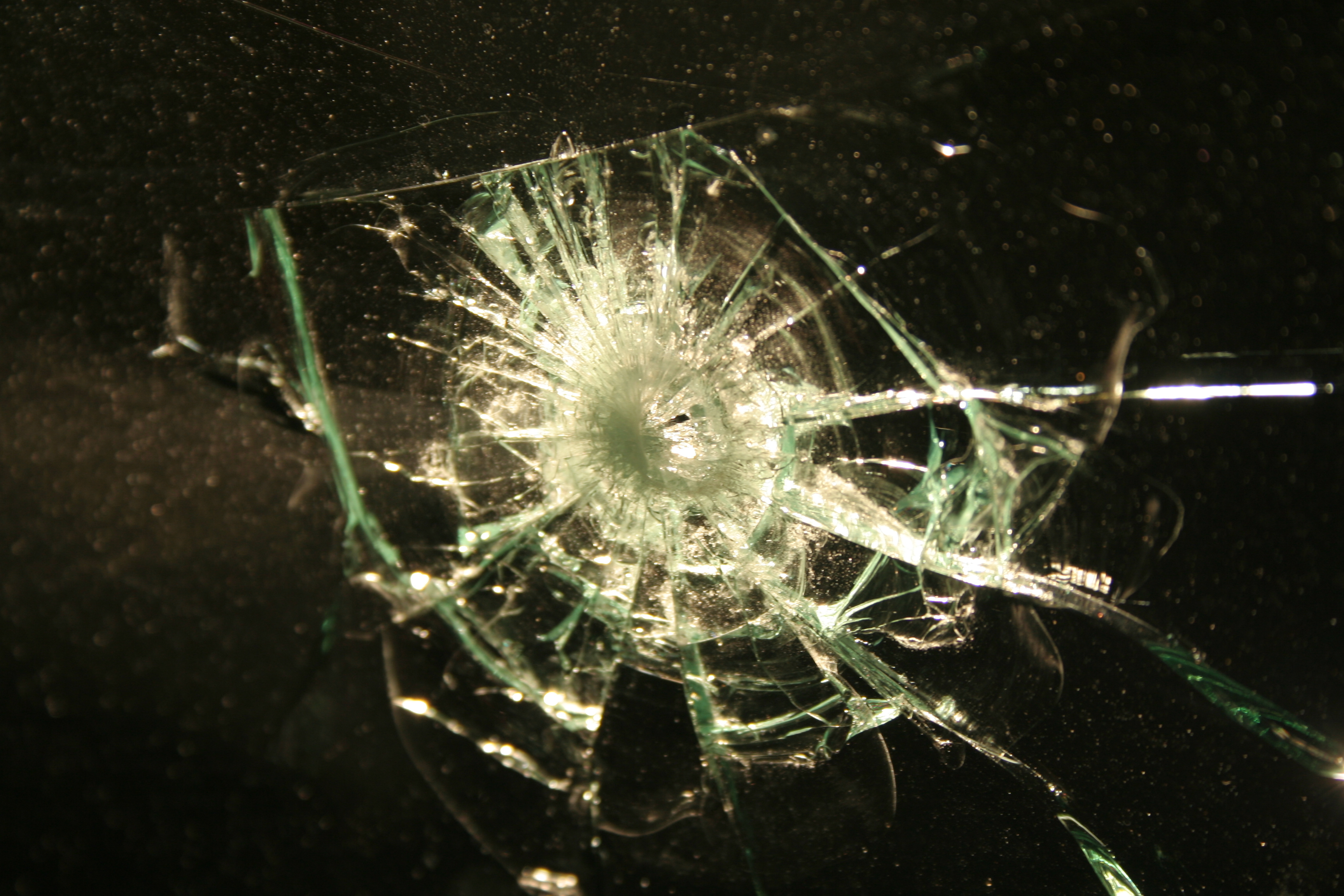
Même cassé, le verre feuilleté ne se désagrège pas, ce qui justifie son utilisation pour les pare-brises automobiles.

Le verre feuilleté (de son nom technique), ou verre laminé (de son nom usuel), est constitué d'au moins deux feuilles de verre séparées par des films intercalaires généralement de nature plastique. Il est notamment utilisé pour les pare-brises des voitures. Il fait partie des verres de sécurité. Le verre feuilleté pour bâtiment fait l'objet de la série de norme EN ISO 12543.

## Histoire
Le verre feuilleté a été inventé par Édouard Bénédictus en 1903 à la suite d'un concours de circonstances qui veut qu'il fit tomber accidentellement un bécher qui avait été rempli d'une solution liquide de matière plastique, qui, au lieu de se briser à l'impact, se fendit. Il réalisa alors que c'est la matière plastique sur laquelle il travaillait qui avait laissé un film quasi transparent sur les parois du bocal, conférant ainsi de nouvelles propriétés de résistance au verre.
Les circonstances de cette découverte constituent un bon exemple de sérendipité.
Il perfectionna le procédé et déposa le nom de « triplex » en 1910. Le triplex équipa progressivement l’automobile, où le verre recuit (verre ordinaire) utilisé jusqu’alors causait de graves blessures lors d’accidents.
Georges Clemenceau fut victime d'un attentat manqué le 19 février 1919 à bord de sa limousine. En démontrant l’utilité de ce verre qui n’éclatait pas en morceaux dangereux, mais s’étoilait sous l’impact sans chuter ou projeter d’éclats vulnérants, le chauffeur déclarera alors que Le "pare-brise Triplex m'a sauvé la vie". Cet attentat fit la publicité et la popularité de ce produit alors révolutionnaire.
L’utilisation du verre feuilleté dans le bâtiment fut plus tardive. La première grande réalisation en verre feuilleté en France est la Pyramide du Louvre à Paris.

## Composition
Le verre feuilleté est un assemblage de feuilles de verre et d'intercalaires de nature plastique. Les intercalaires peuvent se présenter sous forme de film, généralement poly(butyral vinylique) ou éthylène-acétate de vinyle (EVA), ou bien sous forme liquide, coulée entre deux verres (résine).

## Verre de sécurité feuilleté
Le verre de sécurité feuilleté est un verre qui ne présente pas ou peu de danger de blessure lorsqu'il se casse. Typiquement, il n'est pas traversé lors d'un impact normal, et les morceaux de verre brisé sont maintenus.

## Verre feuilleté
Le verre feuilleté est un verre dont l'intercalaire est destiné à retenir les morceaux de verre en cas de casse, et un impact peut le perforer. Toutefois, il peut être utilisé partout où l'on peut utiliser du verre ordinaire.

## Verre feuilleté à gel intumescent, à propriété de protection incendie
Le verre feuilleté à gel intumescent est un verre dont l'intercalaire de nature résine a la propriété de s'opacifier et de s'épaissir considérablement lorsqu'il est en contact avec une forte chaleur d'un feu d'incendie. Cette caractéristique permet d'augmenter considérablement l'isolation thermique du vitrage, tout en bloquant les rayonnements de chaleur.

## Applications
Selon la nature des intercalaires, le verre feuilleté peut être :
- un bon isolant acoustique ;
- résistant au vandalisme, à l'effraction ou aux tirs d'armes à feu, voire aux ouragans ou aux explosions ;
- utilisé pour protéger les personnes de risques accidentels (pare-brise automobile, protection contre la chute dans le vide en cas de bris du vitrage, etc.) ;
- utilisé dans des parois pare-flammes ou coupe-feu jusqu'à deux heures (verre feuilleté à intercalaire intumescent) ;
- décoratif (film intercalaire de couleur, à motif, etc.) ;
- opacifiant (film intercalaire à cristaux liquides) ;
- photovoltaïque (intégration de cellules photovoltaïques dans le film intercalaire) ;
- etc.

### Automobile
Le verre feuilleté peut être utilisé dans l'automobile.
Dans l'automobile, les essais du règlement 43 de l'ONU prévoient : essai de fragmentation, essai de résistance mécanique, essai de résistance au milieu ambiant, qualités optiques, essai de résistance au feu, essai de résistance aux agents chimiques, essais de pliage.
En termes de marquage, le règlement ONU 43 prévoit le numéro II pour le verre feuilleté ordinaire et le numéro III pour le verre feuilleté traité d'un marquage de pare-brise. Le règlement ONU 43 prévoit le numéro XI pour les vitres en verre feuilletée.